# 溧水州
溧水州，元朝时设置的州。
元贞元年（1295年）升溧水县置，治所在今江苏省南京市溧水区。属建康路（后改为集庆路）。明朝洪武二年（1369年）复降为县。